# Daniel Colla
Daniel Colla, né le 23 février 1964, est un joueur de volley-ball argentin.

## Carrière
Daniel Colla participe aux Jeux olympiques de 1988 à Séoul et remporte la médaille de bronze avec l'équipe argentine composée de Daniel Castellani, Esteban Martinez, Alejandro Diz, Claudio Zulianello, Carlos Weber, Hugo Conte, Waldo Kantor, Raul Quiroga, Jon Uriarte, Esteban de Palma et Juan Cuminetti.